# 花柱
花柱（英語：style），是花中雌蕊的一部分，連接柱頭與子房。花柱通常為管狀，並可為空心或實心。花粉管在柱頭萌發後生長經過花柱內部而到達胚珠，在一些例子中花柱也負責執行孢子體自交不親和性，可阻止花粉管完全生長。花柱可能具有引導花粉管抵達胚珠的作用，具體方法可能是透過花粉管與花柱通道的黏著。

## 花柱长度变异现象
某些植物同一物种的花柱长度存在变异。例如小花风毛菊的花柱及其柱头分叉长度会随着海拔的升高显著增长；欧洲千里光的花柱长度可分为长柱型和短柱型。
花柱长度的变异可能与花大小、花粉体积、花粉管生长速率、花粉败育比率等有关，更长的花柱可能更有利于传粉和繁殖。